# Longshuihu Shuiku
Longshuihu Shuiku (kinesiska: 龙水湖水库) är en reservoar i Kina. Den ligger i storstadsområdet Chongqing, i den sydvästra delen av landet, omkring 75 kilometer väster om det centrala stadsdistriktet Yuzhong. Longshuihu Shuiku ligger 374 meter över havet. Arean är 1,8 kvadratkilometer. Omgivningarna runt Longshuihu Shuiku är en mosaik av jordbruksmark och naturlig växtlighet. Den sträcker sig 2,6 kilometer i nord-sydlig riktning, och 2,8 kilometer i öst-västlig riktning.
Genomsnittlig årsnederbörd är 1 465 millimeter. Den regnigaste månaden är juni, med i genomsnitt 315 mm nederbörd, och den torraste är december, med 20 mm nederbörd.